# جون دبليو. كاربنتر
جون دبليو. كاربنتر (بالإنجليزية: John W. Carpenter)‏ هو شخصية أعمال أمريكي، ولد في 31 أغسطس 1881 في كورسيكانا في الولايات المتحدة، وتوفي في 16 يونيو 1959.